# Euphylidorea crocotula
Euphylidorea crocotula is een tweevleugelige uit de familie steltmuggen (Limoniidae). De soort komt voor in het Palearctisch gebied, en is voor het eerst geldig beschreven door Séguy.